# Andelle
Az Andelle folyó Franciaország területén, a Szajna jobb oldali mellékfolyója.

## Földrajzi adatok
A folyó Serqueux-nél Seine-Maritime megyében ered és Pîtres-nél Eure megyében ömlik a Szajnába. Hossza 56,8 km.

## Megyék és városok a folyó mentén
- Seine-Maritime: Serqueux, Forges-les-Eaux, Rouvray-Catillon, Sigy-en-Bray, Nolléval, Morville-sur-Andelle, Le Héron, Elbeuf-sur-Andelle & Croisy-sur-Andelle.
- Eure: Vascœuil, Perruel, Perriers-sur-Andelle, Charleval, Fleury-sur-Andelle, Radepont, Douville-sur-Andelle, Pont-Saint-Pierre, Romilly-sur-Andelle & Pîtres.